# 轰-20
轰-20（缩写：H-20）是中国人民解放军空军于2016年立项，目前正在研制中的下一代远程隐形战略轰炸机。其将担当核三位一体的重要组成部分，为中国军事战略项目之一。

## 历史
2016年9月1日，空军司令员马晓天在长春出席空军航空开放活动时表示，中国正在研制发展新一代远程轰炸机，是官方首次承认该研发项目的存在。
2020年5月4日，據香港《南華早報》（South China Morning Post）報導，解放軍消息人士說，轟-20超音速匿蹤轟炸機可望使中方的打擊範圍倍增，要是新冠疫情充分獲得控制，它可能在11月的珠海航展中首度公開亮相。
五角大廈估計，轟-20的巡航距離可超過8,500公里。除了殲-20隱戰機、運-20大型運輸機，還有直-20中型通用直升機外，它是解放軍新一代20戰機系列中的最後一款。而轟-20到來，意味中方戰略轟炸機在陸基洲際彈道飛彈，潛艦潛射飛彈之後，完成了陸海空的戰略核三角的現代化。
2020年5月7日，中国西安飞机工业集团推出的宣传片《大国起飞》中，片尾出现The Next字样和一款被幕布遮盖的新机型，从外观看可具備匿蹤能力，极有可能是此前所说的轰20。
有观点认为，现阶段因为战略轰炸机的设计极端复杂，研究费用和造价非常之高，再加上不可避免的电子系统相容性问题，现在谈论该机型何时出现还为时尚早。同时亦有观点认为，与之配套的发动机仍未研制成功，恐怕2030年前该机型都无法露面或服役。当前阶段，中国大陆真正重点的仍是放在轰-6及其改型的深度设计与完善。
2020年10月19日，據台湾《中国时报》報導，根据中央电视台第7台播出的《兵器面面觀》节目中，中國轟-20轟炸機正在研製消息亦被證實。中国軍事專家傅前哨稱，中国空軍正在研發比轟-6K、轟-6N更強的新一代戰略轟炸機，所指遠程匿蹤戰略轟炸戰機則是媒體盛傳的中國轟-20轟炸機。有區別於轟-6K/N轟炸機，中國空軍轟-20轟炸機採用匿蹤飛翼布局，氣動佈局跟美国空軍现役的B-2幽灵战略轰炸机和B-21突襲者戰略轟炸機相同，採用為無垂直尾翼飛翼布局；航程预计至少有8000公里，最高航程可達10000公里以上。
2021年1月5日，中國空軍在网上公開的2021年招飛宣傳片中，終於首度正式秀出它的身影。在251秒短片的片尾，出現了一架被白色布幕覆蓋的神秘轟炸機。而從無垂尾飛翼式佈局的輪廓看來，它顯然是擁有雙進氣道設計的轟-20轟炸機。就在揭下幕布時，鏡頭突然轉開，但在飛行員頭盔上映現的倒影中，可看到酷似美國B-2「幽靈」（Spirit）和B-21「突襲者」（Raider）隱轟炸機的設計。由於這是解放軍首度暗示，下一代長程匿蹤戰略轟炸機的設計。因此有分析家說，轟-20或許很快就會首度公開亮相，從輪廓看來，轟-20將如外界所預料的，類似美國B-2轟炸機，雷達橫截面已降到最低。這可能意味著中方在轟炸機上獲得重大進展，而擁有世界級的戰略匿蹤轟炸機。但环球军事时报2021年3月26日称招飞宣传片的轰20基于艺术考虑，不能简单理解为最新进展。
2021年9月28日，第十三届珠海航展举行的新闻发布会上，在问及“20体系里还有一个大家非常期待的，会不会很快变成现实”时，歼-20总设计师、中国航空工业集团有限公司副总经理杨伟回应称：“我们的军迷不得了，大家想要的都能成真”、“军迷想到的事情，到最后都能成为现实，最后看吧！” 这是中国航空工业集团高层领导对轰-20项目的首次表态。同时表示，中国空军会持续进行对轰-6系列的改进。
2022年7月, 中国国家媒体暗示轰-20即将首飞。
2024年3月，中国两会期间，解放军空军副司令员王伟对香港商報记者称，轰20很快就会对外正式公布，否认存在技术瓶颈，并称轰20“值得骄傲，也值得兴奋。意义非常大。”

## 性能
轰-20為新一代遠程戰略轟炸機，其設計可能会運用美國B-2幽灵战略轰炸机的气动布局方式。
轟20服役后将取代现役的轰-6K的主導地位，兩者將會互相搭配分別執行指派的任務。轰-20的目标雖然是戰略的洲际打击任务，但也設計为“核常兼备”型轰炸机，即又能执行核打击任务，也具备常规武器的精确制导能力。 而相關的發動機也進行研發中。雖然轟20的規格和性能從未曝光，但據法廣新聞報導，轟20模仿美軍F-117夜鷹戰鬥攻擊機的设计，同時参考了美軍B-2幽靈戰略轟炸機的氣動佈局方式。